# Lechería Central Uruguaya Kasdorf
Lechería Central Uruguaya Kasdorf fue una antigua industria láctea que funcionó en Uruguay hasta su expropiación en 1935.

## Historia
La empresa Láctea Kasdorf fue creada  en 1913 por un ciudadano prusiano Otto Kasdorf.  
En 1915 Kasdorf, entonces profesor de la Universidad de la República comenzó a realizar una serie de experimentos que terminaron en la fabricación de yogur. Esto significó la introducción de este producto a Sudamérica, pero también en el mercado de la mano de la empresa láctea Kasdorf.   
En 1925 cambio su denominación y se convirtió en la Lechería Central Uruguaya Kasdorf, e instaló la primera usina pasteurizadora del país, respondiendo a una necesidad higiénica y de salubridad que el país tenía en materia del abastecimiento de leche. 
La planta estaba ubicada en pleno Centro de Montevideo, sobre la calle Magallanes, posteriormente la compañía inauguraria otras plantas en el interior del país. 

## Expropiación
En 1935, en el marco de la creación de la Cooperativa Nacional de Productores de Leche, es expropiada por el Gobierno de Gabriel Terra, por lo que su planta principal, así como sus productos pasarían a ser explotados por Conaprole.

## Actividad
Pese a su expropiación en Uruguay, la empresa siguió con sus actividades en Argentina, (Kasdorf de Argentina) donde continuó elaborando sus productos. 
Fue en dicho país, donde en 1959 comenzaron a comercializar la marca Las Tres Niñas.